# Премия Израиля
Премия Израиля (ивр. פרס ישראל‎) — самая престижная премия, присуждаемая правительством Израиля. Премия вручается ежегодно в День независимости Израиля на официальной церемонии в Иерусалиме, в присутствии президента, премьер-министра, главы Кнессета и председателя Верховного суда. Размер премии составляет 75 тысяч шекелей.

## История
Премия была учреждена в 1953 году по инициативе министра образования Бен-Циона Динура, который сам потом дважды её получил — в 1958 и 1973 годах.
Премия вручается в четырёх номинациях, которые циклично меняются с периодом от 4 до 7 лет, кроме последней, которая является ежегодной:
Иудаизм, Гуманитарные науки и Общественные науки:
- Еврейская мысль
- Образование
- Юриспруденция
- Психология
- География
- Экономика
- Изучение Талмуда
- История
- Социология
- Политология
- Изучение Торы
- Литература
- Социальная работа
- Философия
- Менеджмент
- Лингвистика
- Археология
- Криминология
- Искусствоведение
- Востоковедение

Естественные науки и Точные науки:
- Медицина
- Биология
- Биохимия
- Инженерное дело
- Компьютерные науки
- Науки о Земле
- Сельское хозяйство
- Химия
- Статистика
- Физика
- Математика

Культура, Искусство, Журналистика и Спорт:
- Музыка
- Спорт и физическая культура
- Архитектура и Дизайн
- Журналистика
- Раввинистическая литература
- Театр
- Литература и Поэзия — Авторы
 Переводы на иврит
- Скульптура
- Кино
- Музыка Израиля
- Живопись
- Фотография
- Балет

Государственная и общественная деятельность — выдающийся вклад (начала присуждаться с 1972 года).
Лауреатами премии могут стать граждане Израиля и израильские организации, отличившиеся в своей сфере или сделавшие важный вклад в израильскую культуру и общественную жизнь. Победители избираются комитетом, возглавляемым министром образования.
По состоянию на 2013 год было вручено 685 премий, в том числе таким известным за пределами Израиля деятелям, как Шмуэль Агнон, Аарон Аппельфельд, Абба Эвен, Леа Гольдберг, Исраэль Ауман, Михаэль Ошер Рабин, Саарон Шелах, Мартин Бубер, Голда Меир, Амос Оз, Эфраим Кишон, Наоми Шемер, Тедди Коллек, а также таким организациям, как Яд ва-Шем, Еврейское агентство, Еврейский национальный фонд, Израильский филармонический оркестр и другие. В исключительных случаях премия вручается также представителям других государств, проживавшим в Израиле, так Зубин Мета, дирижёр Израильского филармонического оркестра родом из Индии, получил её в 1991 году.

## В культуре
Сюжет израильского фильма Сноска (2011 год) построен вокруг присуждения Премии Израиля за изучение Талмуда.